# Parc d'État du mont Mitchell
Le parc d'État du mont Mitchell est un parc d'État de la Caroline du Nord situé dans le comté de Yancey. Il se trouve au bord de la Blue Ridge Parkway et inclut le mont Mitchell, le plus haut sommet des États-Unis à l'Est du Mississippi, qui lui donne son nom.
Un sentier de randonnée dans le parc permet d'atteindre son point culminant, le Mount Mitchell Summit Trail.